# Ocean (fartyg)
Ocean, LL677, är ett fiskefartyg hemmahörande på Smögen i Sotenäs kommun.
Ocean byggdes 1961 på Esbjerg Skibsværft & Maskinfabrik i Esbjerg i Danmark och är än idag (2020) i bruk som fiskefartyg i Skagerrak. Båten trålar främst havskräfta och ägs av Bengt Hartvigsson i Kungshamn, som även är skeppare.